# 勞勃·法蘭西斯·華根
羅拔·法蘭西斯·禾根（英語：Robert Francis Vaughn，1932年11月22日—2016年11月11日），生於美國紐約州紐約市，演員。他最著名的角色是在1960年代的美國電影集《打擊魔鬼》（The Man from U.N.C.L.E.）中飾演拿破崙·蘇洛（一称“玉面虎”）。該劇集由詹姆士.龐德創始人、作家伊恩.弗萊明（Ian Fleming）參與製作，原名為《Ian Fleming's Solo》，但因《鐵金剛》電影版權持有者興訟，故改名為《The Man from U.N.C.L.E.》。劇集描述美國與蘇聯兩名間諜同樣隸屬U.N.C.L.E.間諜組織，攜手對抗有意統治全世界的黑暗集團。他也曾參與1980年代的電視影集《天龍特攻隊》1980年二戰電影雷馬根鐵橋演德軍少校司令主角，表演出色。

## 生平
1960年代，曾演過西部名片豪勇七蛟龍。2016年，因急性白血病過世，享壽83歲。